# 施韋德勒湖

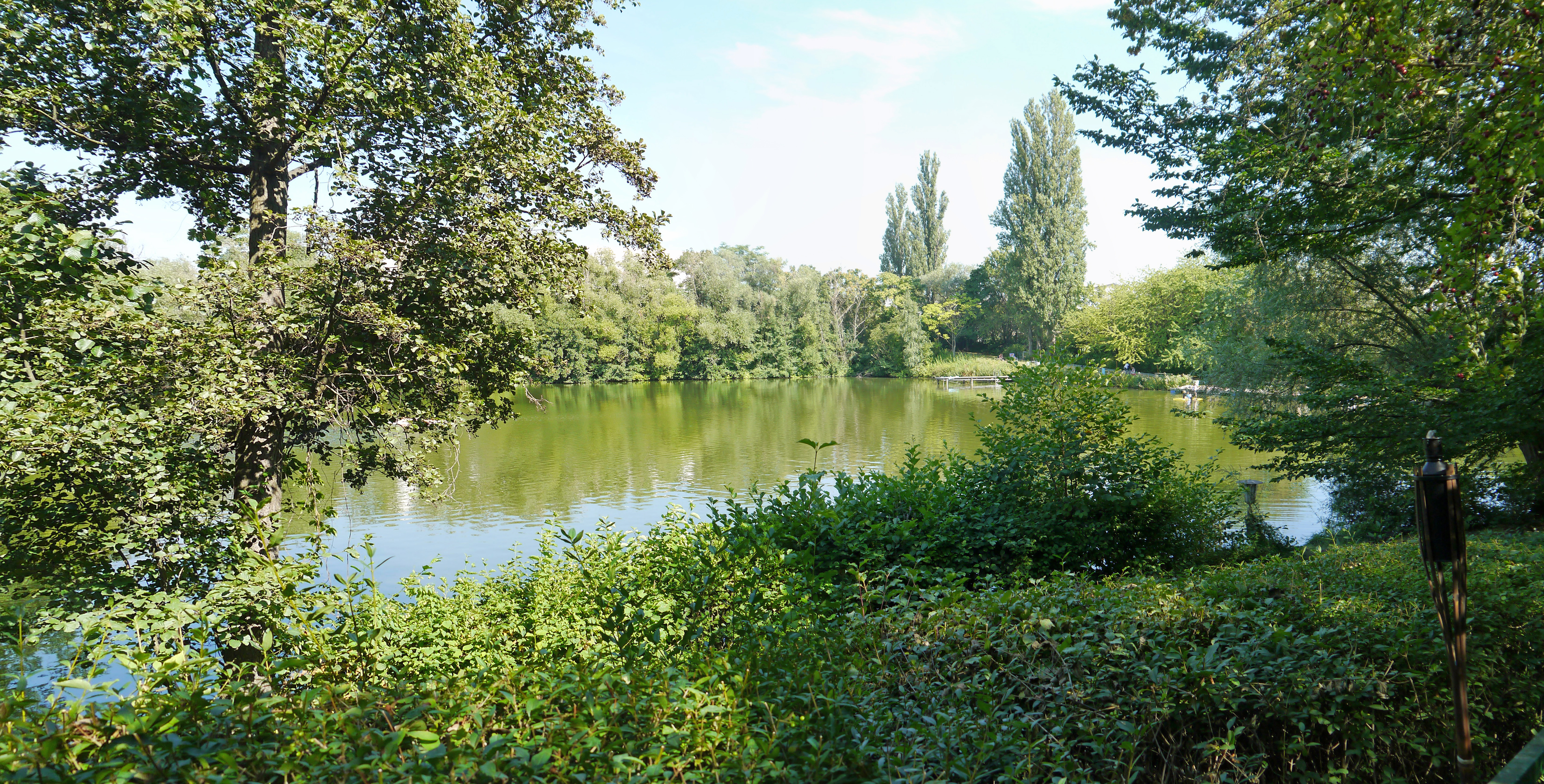

50°6′45.698602″N 8°43′20.384903″E / 50.11269405611°N 8.72232913972°E
施韋德勒湖（德語：Schwedlersee），是德國的湖泊，位於該國中部，由黑森州負責管轄，處於美因河畔法蘭克福，長0.1公里、寬0.1公里，面積0.01平方公里，平均水深2.4米。